# Khánh Hậu, Tây Ninh
Khánh Hậu là một phường thuộc tỉnh Tây Ninh, Việt Nam.

## Địa lý
Phường Khánh Hậu có vị trí địa lý:
- Phía đông bắc giáp phường Long An.
- Phía đông nam giáp phường Tân An.
- Phía tây bắc giáp xã Mỹ An.
- Phía tây nam giáp xã Hưng Thạnh và xã Tân Hương thuộc tỉnh Đồng Tháp.

Phường Khánh Hậu có diện tích tự nhiên là 22,81 km², quy mô dân số năm 2025 là 28.965 người.

## Lịch sử
Sau ngày 30 tháng 4 năm 1975, địa bàn phường Khánh Hậu hiện nay vốn là xã Khánh Hậu và một phần xã Lợi Bình Nhơn thuộc huyện Thủ Thừa, tỉnh Long An.
Ngày 20 tháng 9 năm 1975, Bộ Chính trị Ban Chấp hành Trung ương Đảng Lao động Việt Nam ban hành Nghị quyết số 245-NQ/TW về việc bỏ khu, hợp tỉnh. Theo đó, dự kiến hợp nhất những tỉnh Mỹ Tho, Gò Công, Long An và Bến Tre thành một tỉnh mới, tỉnh được hợp lại sẽ đề nghị Nhà nước quyết định tên và và tỉnh lỵ của tỉnh mới.
Ngày 20 tháng 12 năm 1975, Bộ Chính trị Ban Chấp hành Trung ương Đảng Lao động Việt Nam ban hành Nghị quyết số 19/NQ về việc điều chỉnh hợp nhất một số tỉnh ở miền Nam. Theo đó, dự kiến hợp nhất các tỉnh Long An và Kiến Tường thành một tỉnh mới.
Ngày 24 tháng 2 năm 1976, Hội đồng Chính phủ Cách mạng lâm thời Cộng hòa miền Nam Việt Nam ban hành Nghị định về việc giải thể khu, hợp nhất tỉnh ở miền Nam Việt Nam. Theo đó, địa giới tỉnh Long An (mới) gồm tỉnh Long An (cũ) và tỉnh Kiến Tường.
Ngày 11 tháng 3 năm 1977, Hội đồng Chính phủ ban hành Quyết định số 54-CP về việc hợp nhất một số huyện thuộc tỉnh Long An. Theo đó, hợp nhất huyện Bến Lức và huyện Thủ Thừa thành một huyện lấy tên là huyện Bến Thủ, xã Khánh Hậu và một phần xã Lợi Bình Nhơn thuộc huyện Bến Thủ.
Ngày 14 tháng 1 năm 1983, Hội đồng Bộ trưởng ban hành Quyết định số 5-HĐBT về việc phân vạch địa giới một số huyện, xã và thị xã thuộc tỉnh Long An. Theo đó, mở rộng thị xã Tân An trên cơ sở nhập 2 xã Khánh Hậu, Lợi Bình Nhơn của huyện Bến Thủ.
Ngày 19 tháng 5 năm 1998, Chính phủ ban hành Nghị định số 32/1998/NĐ-CP về việc thành lập phường 6 thuộc thị xã Tân An, tỉnh Long An. Theo đó, thành lập phường 6 thuộc thị xã Tân An, tỉnh Long An trên cơ sở 697 ha diện tích tự nhiên và 7.554 nhân khẩu của xã Lợi Bình Nhơn. Phường 6 có 3 ấp: Xuân Hòa 2, Bình Cư 1, Bình Cư 2.
Ngày 19 tháng 6 năm 2006, Chính phủ ban hành Nghị định số 60/2006/NĐ-CP về việc điều chỉnh địa giới hành chính xã, phường; thành lập phường thuộc thị xã Tân An, tỉnh Long An. Theo đó:
- Thành lập phường Tân Khánh trên cơ sở điều chỉnh 696 ha diện tích tự nhiên và 5.523 nhân khẩu của xã Khánh Hậu.
- Thành lập phường Khánh Hậu trên cơ sở diện tích tự nhiên và nhân khẩu còn lại của xã Khánh Hậu.

Ngày 24 tháng 8 năm 2009, Chính phủ ban hành Nghị quyết số 38/NQ-CP về việc thành lập thành phố Tân An thuộc tỉnh Long An. Theo đó, hành lập thành phố Tân An thuộc tỉnh Long An trên cơ sở toàn bộ diện tích tự nhiên, dân số và các đơn vị hành chính trực thuộc của thị xã Tân An, các phường Khánh Hậu, Tân Khánh và xã Lợi Bình Nhơn thuộc thành phố Tân An.
Ngày 18 tháng 7 năm 2019, Hội đồng nhân dân tỉnh Long An ban hành Nghị quyết số 43/NQ-HĐND về việc sắp xếp ấp, khu phố thuộc xã, phường, thị trấn trên địa bàn tỉnh Long An. Theo đó, sáp nhập toàn bộ diện tích tự nhiên và dân số của khu phố Nhơn Hậu 2 vào khu phố Nhơn Hậu 1 và lấy tên là khu phố Nhơn Hậu thuộc phường Tân Khánh, thành phố Tân An.
Ngày 12 tháng 6 năm 2025, Quốc hội khóa XV ban hành Nghị quyết số 202/2025/QH15 về việc sắp xếp đơn vị hành chính cấp tỉnh. Theo đó, sắp xếp toàn bộ diện tích tự nhiên, quy mô dân số của tỉnh Long An và tỉnh Tây Ninh thành tỉnh mới có tên gọi là tỉnh Tây Ninh.
Trước khi sắp xếp:
- Phường Khánh Hậu có diện tích tự nhiên là 3,79 km², quy mô dân số năm 2025 là 8.092 người[3] với 4 khu phố: Giồng Dinh, Quyết Thắng 1, Quyết Thắng 2, Tường Khánh[15][16].
- Phường Tân Khánh có diện tích tự nhiên là 7,01 km², quy mô dân số năm 2025 là 7.661 người[3] với 4 khu phố: Nhơn Cầu, Nhơn Hậu, Thủ Tửu 1, Thủ Tửu 2[13][17][18].
- Xã Lợi Bình Nhơn có diện tích tự nhiên là 12,01 km², quy mô dân số năm 2025 là 13.212 người[3] với 7 ấp: Bình An A, Bình An B, Cầu Tre, Ngãi Lợi A, Ngãi Lợi B, Rạch Chanh, Xuân Hòa[19][20].

Ngày 16 tháng 6 năm 2025, Ủy ban Thường vụ Quốc hội khóa XV ban hành Nghị quyết số 1682/NQ-UBTVQH15 của Ủy ban Thường vụ Quốc hội khóa XV về việc sắp xếp các đơn vị hành chính cấp xã của tỉnh Tây Ninh năm 2025. Theo đó, sắp xếp toàn bộ diện tích tự nhiên, quy mô dân số của phường Tân Khánh, phường Khánh Hậu và xã Lợi Bình Nhơn [thành phố Tân An] thành phường mới có tên gọi là phường Khánh Hậu.